# Нуріков Азамат Гусейнович
Азамат Гусейнович Нуріков (рос. Азамат Гусейнович Нуриков; нар. 26 березня 1990, село Чиркей, Кизилюртівський район, Дагестанська АРСР, РРФСР, СРСР) — російський і білоруський борець вільного стилю, бронзовий призер чемпіонату Європи. Майстер спорту з вільної боротьби.

## Життєпис
Боротьбою почав займатися з 1999 року. Вихованець ДЮСШ № 1 Кизилюрта. Перший тренер — Магомед Гусейнов. На початку спортивної кар'єри захищав кольори збірної Росії на декількох престижних турнірах. З 2013 року виступає за збірну команду Білорусі.
Виступає за спортивний клуб з Мінська. Тренери — Жуматай Шубаєв, Руслан Шейхов. Чемпіон Білорусі.

### Інциденти
Після поразки Азамата Нурікова на турнірі Алі Алієва, що проходив у Дагестані, від принципового суперника Олександра Контоєва, що є вихідцем з Якутії, але теж виступає за Білорусь у тій же ваговій категорії, що і Нуріков, родичі дагестанця повалили Контоєва на підлогу і почали бити ногами. Серйозних травм якутянин не зазнав, але до наступної сутички виявився не готовий і програв.

## Спортивні результати на міжнародних змаганнях

### Виступи на Чемпіонатах світу
| Змагання                        | Збірна   | Вагова категорія          | Місце |
| ------------------------------- | -------- | ------------------------- | ----- |
| Чемпіонат світу з боротьби 2014 | Білорусь | вільна боротьба, до 65 кг | 5     |
| Чемпіонат світу з боротьби 2015 | Білорусь | вільна боротьба, до 70 кг | 5     |
| Чемпіонат світу з боротьби 2016 | Білорусь | вільна боротьба, до 70 кг | 18    |
| Чемпіонат світу з боротьби 2017 | Білорусь | вільна боротьба, до 65 кг | 5     |
| Чемпіонат світу з боротьби 2018 | Білорусь | вільна боротьба, до 74 кг | 10    |

### Виступи на Чемпіонатах Європи
| Змагання                         | Збірна   | Вагова категорія          | Місце  |
| -------------------------------- | -------- | ------------------------- | ------ |
| Чемпіонат Європи з боротьби 2014 | Білорусь | вільна боротьба, до 65 кг | 5      |
| Чемпіонат Європи з боротьби 2016 | Білорусь | вільна боротьба, до 70 кг | Бронза |
| Чемпіонат Європи з боротьби 2018 | Білорусь | вільна боротьба, до 70 кг | 5      |

### Виступи на Європейських іграх
| Змагання              | Збірна   | Вагова категорія          | Місце |
| --------------------- | -------- | ------------------------- | ----- |
| Європейські ігри 2015 | Білорусь | вільна боротьба, до 65 кг | 5     |

### Виступи на Кубках світу
| Змагання                    | Збірна   | Вагова категорія          | Місце |
| --------------------------- | -------- | ------------------------- | ----- |
| Кубок світу з боротьби 2015 | Білорусь | вільна боротьба, до 65 кг | 5     |

### Виступи на інших змаганнях
| Змагання                                                       | Збірна   | Вагова категорія                 | Місце  |
| -------------------------------------------------------------- | -------- | -------------------------------- | ------ |
| Турнір Алі Алієва 2011                                         | Росія    | вільна боротьба, до 66 кг        | 17     |
| Золотий Гран-прі з боротьби 2012 (Тегеран)                     | Росія    | вільна боротьба, до 66 кг        | 7      |
| Міжнародний турнір Олімпія 2012                                | Росія    | вільна боротьба, до 66 кг        | Золото |
| Турнір Олександра Медведя 2012                                 | Росія    | вільна боротьба, до 66 кг        | Золото |
| Меморіал Вацлава Циолковського 2013                            | Білорусь | вільна боротьба, до 66 кг        | 14     |
| Інтерконтинентальний кубок з боротьби 2013                     | Білорусь | вільна боротьба, до 66 кг        | Бронза |
| Гран-прі «Іван Яригін» 2014                                    | Білорусь | вільна боротьба, до 65 кг        | 20     |
| Турнір Олександра Медведя 2014                                 | Білорусь | вільна боротьба, до 65 кг        | Золото |
| Турнір Алі Алієва 2014                                         | Білорусь | вільна боротьба, до 70 кг        | 12     |
| Гран-прі Німеччини з боротьби 2014                             | Білорусь | вільна боротьба, до 65 кг        | Бронза |
| Меморіал Вацлава Циолковського 2014                            | Білорусь | вільна боротьба, до 70 кг        | Срібло |
| Інтерконтинентальний кубок з боротьби 2014                     | Білорусь | вільна боротьба, до 70 кг        | 5      |
| Вогні Москви 2014                                              | Білорусь | вільна боротьба, до 70 кг        | 5      |
| Гран-прі «Іван Яригін» 2015                                    | Білорусь | вільна боротьба, до 65 кг        | 8      |
| Турнір Олександра Медведя 2015                                 | Білорусь | вільна боротьба, до 65 кг        | Золото |
| Турнір Алі Алієва 2015                                         | Білорусь | вільна боротьба, до 65 кг        | 14     |
| Кубок Алроси 2015                                              | Білорусь | вільна боротьба, до 70 кг        | 4      |
| Гран-прі Парижа з боротьби 2016                                | Білорусь | вільна боротьба, до 70 кг        | Бронза |
| Турнір Олександра Медведя 2016                                 | Білорусь | вільна боротьба, до 65 кг        | Бронза |
| Олімпійський кваліфікаційний турнір з боротьби 2016 (Зренянин) | Білорусь | вільна боротьба, до 65 кг        | 9      |
| Олімпійський кваліфікаційний турнір з боротьби 2016 (Стамбул)  | Білорусь | вільна боротьба, до 65 кг        | 5      |
| Кубок Європейських націй з боротьби 2016                       | Білорусь | команда                          | 4      |
| Кубок Тахті 2017                                               | Білорусь | команда                          | 7      |
| Київський Міжнародний турнір з боротьби 2017                   | Білорусь | вільна боротьба, до 70 кг        | 5      |
| Меморіал Вацлава Циолковського 2017                            | Білорусь | вільна боротьба, до 70 кг        | 14     |
| Гран-прі Іспанії з боротьби 2017                               | Білорусь | вільна боротьба, до 70 кг        | Бронза |
| Турнір Олександра Медведя 2017                                 | Білорусь | вільна боротьба, до 65 кг        | Золото |
| Кубок Ахмата Кадирова 2017                                     | Білорусь | вільна боротьба, до Teamevent кг | 4      |
| Київський Міжнародний турнір з боротьби 2018                   | Білорусь | вільна боротьба, до 70 кг        | Бронза |
| Турнір Яшара Догу 2018                                         | Білорусь | вільна боротьба, до 74 кг        | 5      |
| Турнір Олександра Медведя 2018                                 | Білорусь | вільна боротьба, до 74 кг        | Золото |
| Кубок Ахмата Кадирова 2018                                     | Білорусь | команда                          | Срібло |
| Гран-прі «Іван Яригін» 2019                                    | Білорусь | вільна боротьба, до 74 кг        | Бронза |
| Турнір Дана Колова — Ніколи Петрова 2019                       | Білорусь | вільна боротьба, до 74 кг        | 21     |